# Gayo Murni
Gayo Murni is een bestuurslaag in het regentschap Aceh Tengah van de provincie Atjeh, Indonesië. Gayo Murni telt 454 inwoners (volkstelling 2010).